# 穆格马
穆格马（Mugma），是印度贾坎德邦丹巴德县的一个城镇。总人口2978（2001年）。

## 人口
该地2001年总人口2978人，其中男性1664人，女性1314人；0—6岁人口392人，其中男208人，女184人；识字率54.00%，其中男性为65.99%，女性为38.81%。